# Viðoy
Viðoy (letteralmente “isola del legno”, in danese Viderø) è la più settentrionale delle Isole Fær Øer, situata ad est di Borðoy, alla quale è collegata da un ponte, nel distretto di Norðoyar.

## Etimologia
Il nome significa isola del legno, a dispetto del fatto che non ci siano alberi sull'isola: si riferisce infatti al legno secco che viene galleggiando dalla Siberia e dal Nord America.

## Geografia e demografia
Nella parte più settentrionale dell'isola (e dell'intero arcipelago), è situato Capo Enniberg, che con 754 metri d'altezza, forma la scogliera più alta d'Europa. Sull'isola non vi sono sentieri e le escursioni vanno raccomandate solo ad alpinisti esperti.
L'isola è divisa tra i comuni di Viðareiði e Hvannasund.
- Area: 40,7 km² (7°)
- Popolazione: 566 (7°, al 1º gennaio 2017)
- Cima più alta: Villingadalsfjall, 841 m
- Cime: 11
- Villaggio principale: Viðareiði

## Eventi
Il Venerdì Santo 23 aprile 1943 un aereo si è schiantato nei pressi di Viðvíksrók probabilmente per un malore del pilota. Sono ancora visibili nel piano vari rottami.

## Montagne
| Montagna           | Altezza |
| ------------------ | ------- |
| Villingadalsfjall  | 841 m   |
| Nakkurin           | 754 m   |
| Malinsfjall        | 750 m   |
| Filthatturin       | 688 m   |
| Oyggjarskoratindur | 687 m   |
| Enni               | 651 m   |
| Sneis              | 634 m   |
| Tunnafjall         | 593 m   |
| Talvborð           | 557 m   |
| Mølin              | 511 m   |
| Nakkurin           | 481 m   |